# 목동남로
목동남로(木洞南路)은 서울특별시 구로구 고척동 고척2동파출소 사거리에서 양천구 신정동 갈산초교 삼거리까지 이르는 왕복 4차선 도로로, 총 연장은 1.1km이다.

## 역사
- 1984년 11월 7일 : 이 곳의 도로를 고척동길로 제정
- 고척로로 개칭
- 도로 개편으로 고척로로 제정되었다가, 2011년 6월경 양천구의 민원으로 목동남로로 분리됨

## 경유지
서울특별시
- 구로구
- 양천구

## 노선
- 고척2동 치안센터 사거리 - 목동고 - 은정초교 - 갈산초교삼거리

## 연결 도로
시점인 고척2동 파출소사거리에서는 중앙로가, 종점인 갈산초교 삼거리에서는 목동로가 만난다.

## 같이 보기
- 중앙로
- 목동로